# Смак життя
Смак життя — романтична трагікомедія 2007 року.

## Сюжет
Кейт Армстронг - професійний кухар. Кулінарія її натхнення, сенс її життя. Робота поглинає її настільки, що вона нічого іншого навколо не помічає. Після раптової трагедії, яка відбулася з сім'єю її сестри, вона вимушена дбати про племінницю. Юне чарівне створіння кардинально змінює її долю. У життя Кейт повертається любов, ніжність, щастя.